# Bataille de Vukovar

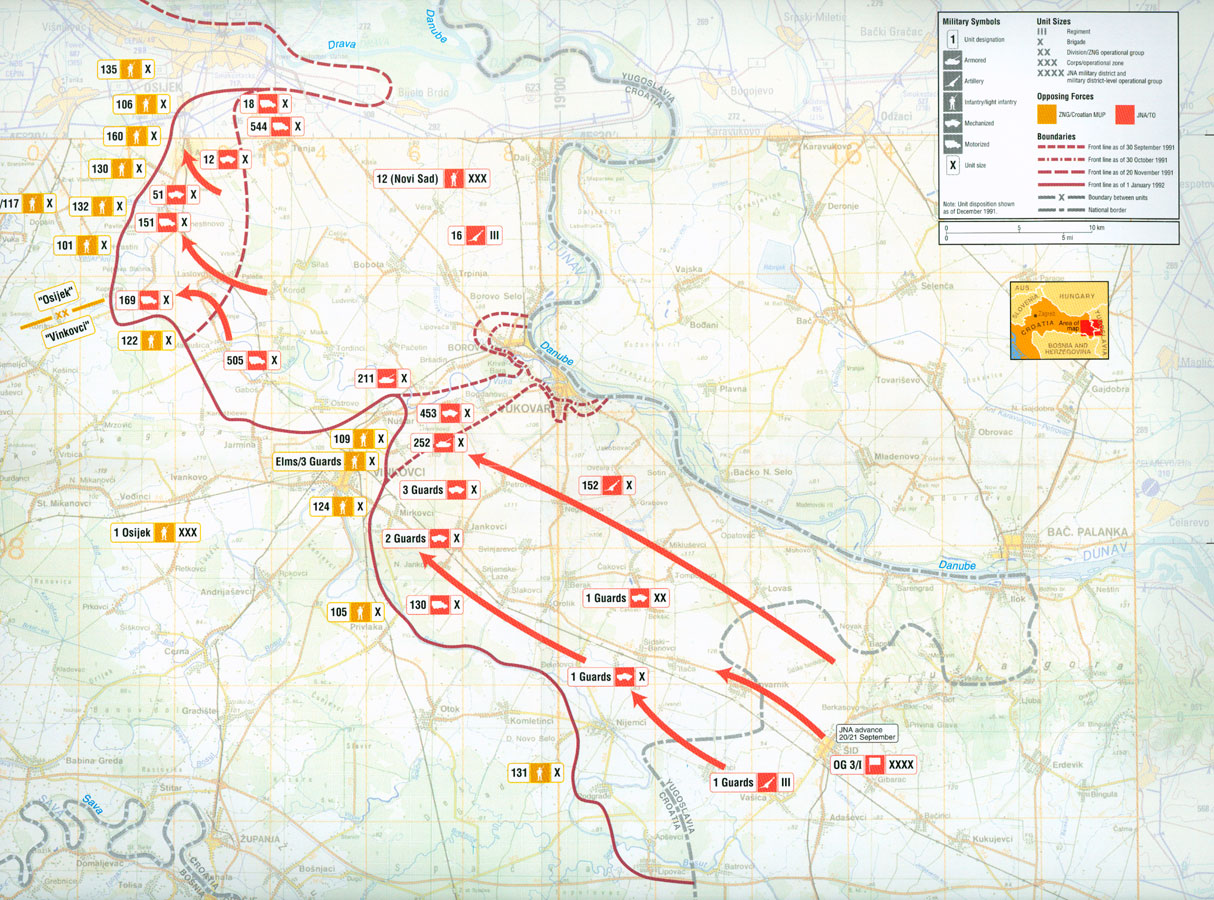
Opération militaire en Slavonie, septembre 1991 - janvier 1992.

La bataille de Vukovar est le siège de la ville croate de Vukovar pendant 87 jours, du 25 août au 18 novembre 1991, lors de la guerre de Croatie (1990-1995).

Vukovar est défendue par 1 800 soldats de la garde nationale croate, faiblement armés, et des volontaires civils. Face à eux, l'armée populaire yougoslave et des forces paramilitaires serbes alignent 36 000 soldats équipés d'armes lourdes et d'artillerie. Durant la bataille, jusqu’à 12 000 obus et roquettes ont été tirés par jour sur la ville. La bataille de Vukovar est la plus féroce et la plus longue ayant eu lieu en Europe depuis la fin de la Seconde Guerre mondiale, et Vukovar est la première ville d'importance en Europe à être entièrement rasée depuis cette date,. Lors de la chute de la ville, le 18 novembre 1991, plusieurs centaines de personnes sont massacrées par les forces serbes et au moins 20 000 habitants sont expulsés, constituant ainsi le massacre de Vukovar.

## Bataille

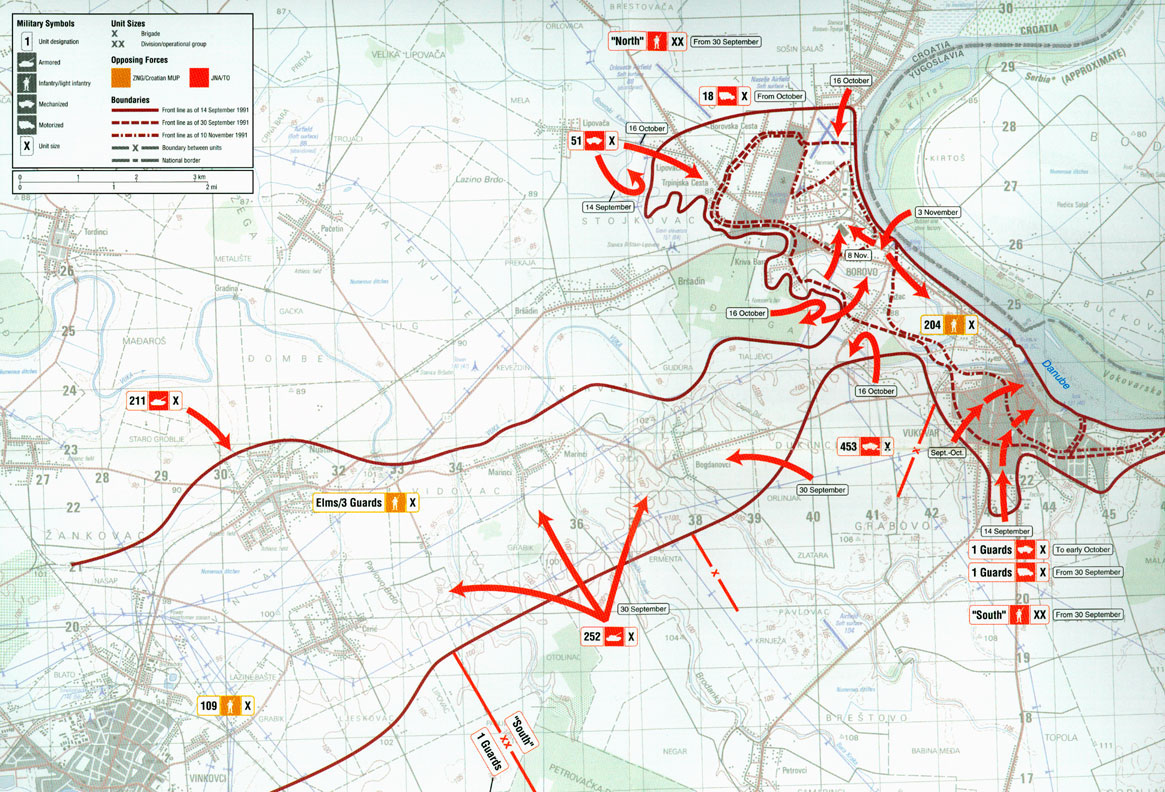
Carte de la bataille de Vukovar.

La ville de Vukovar est assiégée au cours du mois d'août 1991 par les forces de la République fédérative socialiste de Yougoslavie (à majorité serbe) au cours de leur offensive en Croatie et subit un bombardement intensif qui confine la population dans les caves pendant trois mois, sans aucune aide humanitaire.

## Massacre de Vukovar
Après 87 jours de siège, le 18 novembre 1991, les 1 500 combattants croates du commandant Mile Dedaković qui défendaient encore la ville se rendent, laissant les troupes serbes de Vojislav Seselj pénétrer dans une cité réduite à un champ de ruines et de cendres.
La population est alors réunie dans le stade, les hommes en âge de se battre sont séparés des femmes, des enfants et des vieillards. On ne reverra jamais les premiers. Le même sort attend les 420 blessés de l'hôpital où se trouvait entre autres un volontaire français, Jean-Michel Nicolier, âgé de 25 ans.
Le 18 novembre, le délégué du Comité international de la Croix-Rouge (CICR), Nicolas Borsinger, s'impose à la table des négociations de la reddition et exige d'enregistrer les noms des combattants croates qui se rendent. On estime qu'environ 200 personnes ont ainsi été de facto sauvées.
Mais, le matin du 20 novembre, 264 personnes ont été transférées depuis l'hôpital de Vukovar, par bus, juste avant l'arrivée du CICR, au mépris de l'accord de neutralisation de l'hôpital signé la veille par les parties s'engageant à placer l'hôpital sous la protection du CICR. Ces personnes seront exécutées le jour même à Ovcara.

## Conséquences
Le massacre de Vukovar a ensuite été jugé par le TPI à la fin des années 2000.
Aujourd'hui encore, les effets d'un des épisodes les plus sanglants du conflit yougoslave sont loin d'être effacés. Croates et Serbes cohabitent difficilement dans la ville de Vukovar reconstruite ; ils évitent de se fréquenter. Les écoliers des deux communautés continuent à suivre leurs enseignements dans des établissements séparés.

## Commémoration
Le 4 novembre 2010, le président croate Ivo Josipović et le président de la Serbie Boris Tadić ont accompli un acte de pardon et de mémoire l'un envers l'autre. Le président croate s'est excusé pour l'exécution par les forces croates le 18 décembre 1991 à Paulin Dvor de 18 civils serbes et un hongrois. Et le président serbe quant à lui a rencontré les familles des disparus croates lors de la prise de la ville par l'armée yougoslave.
Dans une interview à un quotidien croate, Boris Tadić a informé ses interlocuteurs que sa visite représentait « un message à tous les gens vivant en Europe de sud-est qu'une telle chose ne devrait plus jamais se passer ». La visite est « un geste symbolique et de civilisation très important » qui contribuera à « faciliter les liens entre la Croatie et la Serbie encombrés par le passé », a déclaré le bureau du président croate.
Les deux présidents ont visité le centre mémorial d'Ovcara où les victimes ont été tuées et enterrées dans des fosses communes.